# Ampelisca ruffoi
Ampelisca ruffoi är en kräftdjursart. Ampelisca ruffoi ingår i släktet Ampelisca och familjen Ampeliscidae. Inga underarter finns listade i Catalogue of Life.